# Castagna Roscetta della valle Roveto
La castagna Roscetta della valle Roveto, o semplicemente Roscetta, è una varietà autoctona di castagna che rientra tra i prodotti agroalimentari tradizionali abruzzesi. È coltivata nella valle Roveto, in Abruzzo.

## Storia
(Alexandre Dumas)

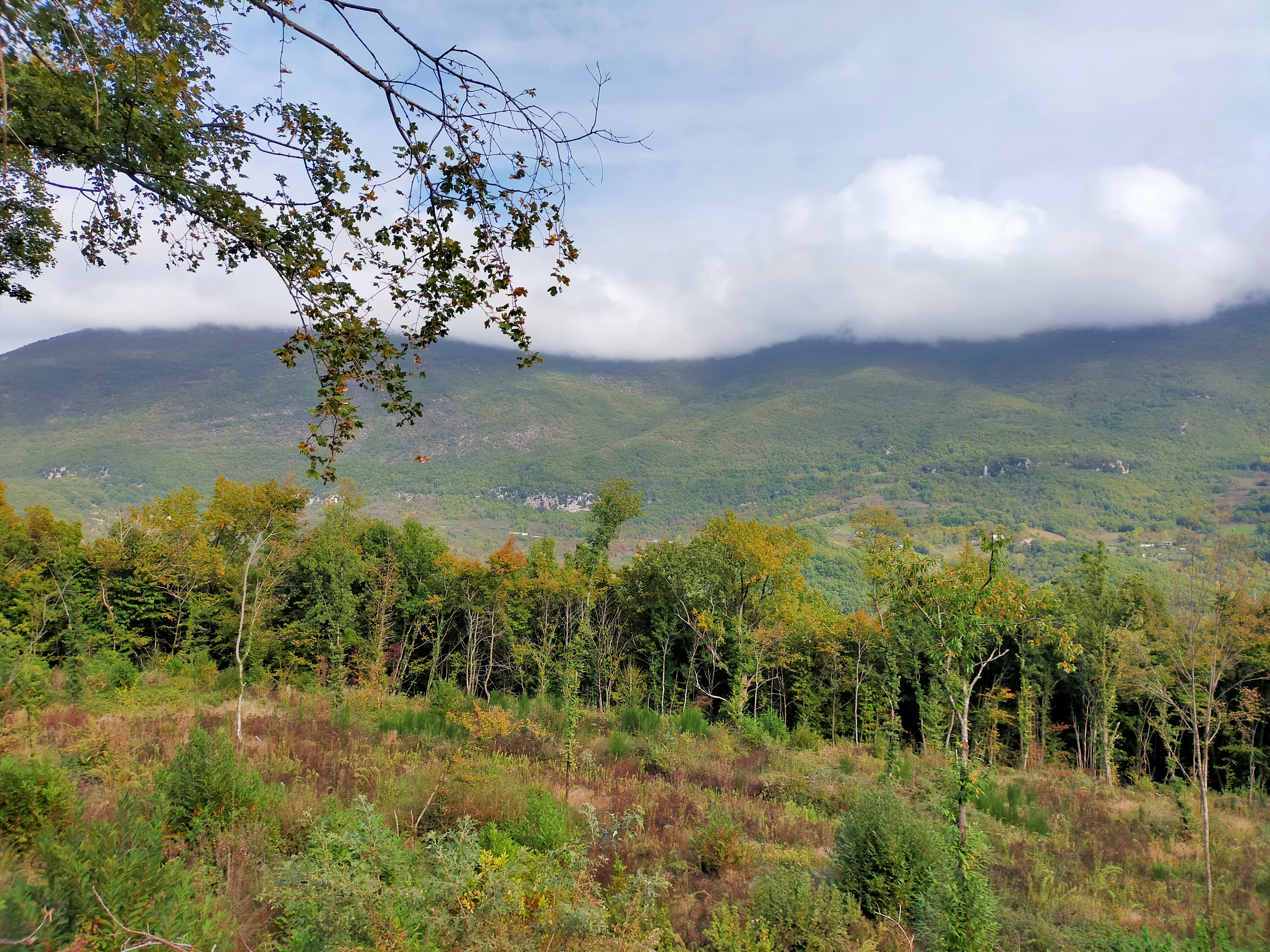
Castagneto di Colle Cotardo a Canistro

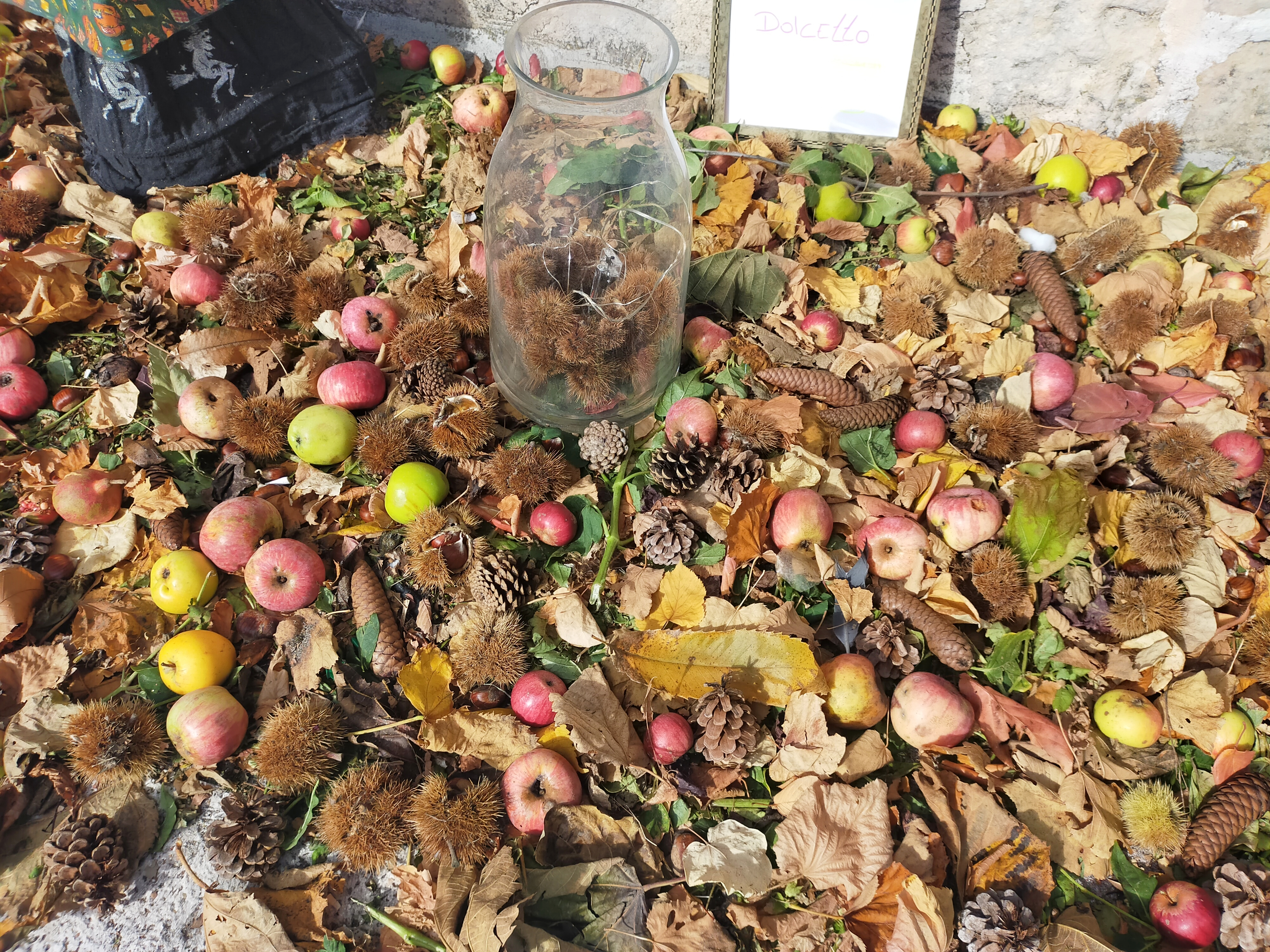
Castagne e mele rovetane

Antiche iscrizioni di Antinum, importante centro controllato dai Marsi e municipium di epoca repubblicana, attestano già in epoca antica l'esistenza nell'area montana abruzzese di terreni ubertosi e di castagneti.
I primi documenti che riportano la presenza di questa varietà di castagna nell'area rovetana risalgono alla metà del XVII secolo e portano la firma dello storico marsicano Muzio Febonio che attraverso un saggio ha descritto come le donne della vallata trasportassero le castagne tipiche del loro territorio nei mercati di Roma con il supporto dei cosiddetti canistri, cesti di vimini che venivano realizzati localmente, perlopiù a Canistro. I cesti erano molto utilizzati per il trasporto di tutti i prodotti agroalimentari.
L'importanza della castagna Roscetta è testimoniata anche da una serie di regolamenti e delibere emanate dalle varie autonomie comunali nel corso dei secoli ed anche dall'analisi geo-storica della statistica, relativa alle province del Regno di Napoli, elaborata da Gioacchino Murat e pubblicata nel maggio del 1811. Durante l'Ottocento alcuni intellettuali e viaggiatori come Alexandre Dumas ed Edward Lear hanno esaltato attraverso i propri scritti la presenza dei castagneti nei boschi del territorio rovetano.
Dai primi anni del XXI secolo i castanicoltori della valle Roveto si sono associati col fine di tutelare, in particolare dalle avversità parassitarie del castagno, e di valorizzare il prodotto, ottenendo l'emissione del disciplinare finalizzato a conseguire il riconoscimento europeo IGP.
La castagna Roscetta è inserita tra le biodiversità agricole e alimentari regionali dell'Abruzzo.

## Area di produzione e caratteristiche
L'area di produzione è inclusa nei territori montani dei comuni di Balsorano, Canistro, Capistrello, Castellafiume, Civita d'Antino, Civitella Roveto, Morino e San Vincenzo Valle Roveto, tutti situati nella provincia dell'Aquila, in Abruzzo.
La castagna Roscetta appartiene alla tipologia del marrone fiorentino. È un frutto molto calorico composto per circa il 60% da amidi e da carboidrati, cloro, magnesio, proteine, sali minerali e le vitamine A, B e C.
La forma è ovoidale o globosa, mentre le dimensioni sono medio-grandi. Sull'apice è presente la cosiddetta torcia che può essere molto pronunciata. Alla raccolta il colore del pericarpo è rosso acceso con striature marroni, mentre il seme è di color crema chiaro, la cicatrice ilare, di forma allungata, è di colore nocciola, infine la pellicola dell'episperma è di colore fulvo chiaro. Il sapore del frutto è delicato e dolce.
Il diametro dell'albero, il castagno, può raggiungere i due metri, mentre l'altezza raggiunge anche i 35 metri. 
La raccolta che avviene alla fine di ottobre è mediamente buona: si riescono ad ottenere fino a 90 frutti su un totale di un chilogrammo di prodotto raccolto.

## Avversità
Nell'areale si è avuta una recrudescenza della Phytophthora cambivora, che è un agente patogeno delle piante appartenente al phylum degli Oomycota che colpisce in particolare il castagno, su cui causa il cosiddetto mal dell'inchiostro. Questa patologia si manifesta con un languore generale della pianta, con l'ingiallimento e il seccume delle foglie e dei rametti terminali e con macchie scure nella base del fusto salenti verso l'alto, che appaiono come macchie d'inchiostro nel legno scortecciato, le quali si estendono generalmente a tutto il colletto e alle radici principali.
Inoltre può essere colpita dal cancro corticale del castagno, una malattia necrotica a carico degli organi legnosi del castagno, causata dal fungo Cryphonectria parasitica, soprattutto le giovani piante innestate a zufolo.

## Utilizzo

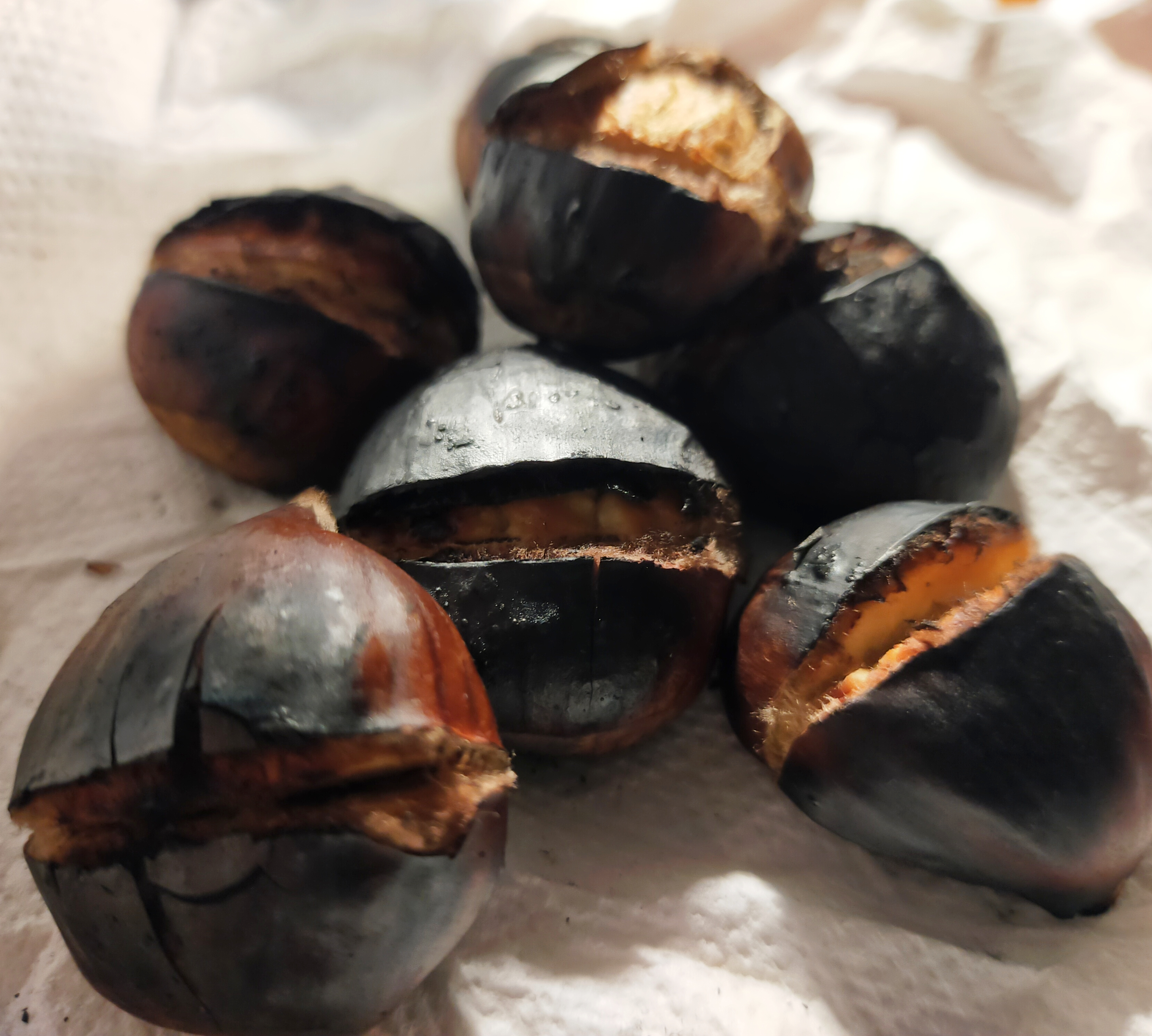
Caldarroste rovetane

- Caldarroste (localmente dette "caciole", se sono fatte arrostire sulla brace; "infornatelle", se vengono cotte nella stufa; "remonne", se sono cucinate in acqua e infine sbucciate[12]
- Castagne lesse[12]
- Castagne lesse sbucciate e spellate[12]
- Risotto con le castagne[12]
- Zuppa di patate di montagna e castagne roscette
- Filetto alle castagne[12]
- Farina di castagne
- Crespelle ai marroni[12]
- Torta di castagne
- Monte Bianco di marron glacé[12]
- Confettura[12]
- Crema di castagne
- Castagne al rum, al mosto cotto, all'aceto balsamico